# المپیاد کامپیوتر در ایران
المپیاد کامپیوتر در ایران از سال ۱۳۶۹ و توسط  باشگاه دانش‌پژوهان جوان برگزار می‌شود. این المپیاد هر ساله بین دانش‌آموزان دبیرستان دورهٔ دوم (سال دهم و یازدهم) برگزار می‌گردد و برگزیدگان نهایی به عنوان نماینده ایران به المپیاد جهانی کامپیوتر اعزام می‌شوند.

## شیوهٔ برگزاری
این المپیاد در حال حاضر و در شرایط عادی (به جز سال تحصیلی ۹۹–۱۳۹۸) طی چهار مرحله (مرحله اول تا سوم و دوره تابستانی) برگزار می‌گردد.
- توجه کنید که دوره سی ام این المپیاد با تغییراتی برگزار خواهد شد که اطلاعات تکمیلی آن در سایت معاونت دانش‌پژوهان جوان قابل رویت است؛ همچنین بخشنامه این مورد در پیوندها موجود است.

### مرحلهٔ اول
آزمون مرحله اول شامل حدوداً ۱۵ سؤال تستی پنج گزینه‌ای است که با نیاز به داشتن دانش اولیه ترکیبیات و گراف ها طراحی شده‌است. حدوداً ۱۵ درصد برتر شرکت کنندگان این مرحله و همچنین ۱۰ نفر برتر هر استان برای آزمون مرحلهٔ دوم برگزیده می‌شوند.

### مرحلهٔ دوم
این آزمون در دو روز برگزار می‌شود که روز اول آن تستی و روز دوم، تشریحی می‌باشد. در روز اول حدوداً ۲۰ سؤال پنج گزینه ای در ۱۸۰ دقیقه داده می‌شود که تقریباً سطح بالاتری نسبت به آزمون مرحله اول دارد. در روز دوم هم حدوداً ۴ سؤال تشریحی در ۲۹۰ دقیقه داده می‌شود. بعد از برگزاری این دو روز تنها برگهٔ روز دوم ۲۰۰ نفر برتر آزمون روز اول تصحیح خواهد شد که در نهایت معمولاً حدود ۷۵ نفر برتر این آزمون برای آزمون مرحله سوم برگزیده می‌شوند.

### مرحلهٔ سوم
این آزمون به صورت برنامه‌نویسی می‌باشد و حدوداً ۴۰ نفر در آن برای دورهٔ تابستان برگزیده می‌شوند، سؤال‌های این آزمون معمولاً سؤال‌هایی هستند که بدون استفاده از الگوریتم‌های پیچیده حل می‌شوند، برای حل این سؤال‌ها دانش‌پژوه باید مانند مرحله ۲ سؤال‌ها را به صورت نظری حل کند، سپس آن را به صورت کد پیاده‌سازی کند، البته در این سؤال‌ها از الگوریتم‌هایی مانند الگوریتم‌های اولیه گراف و برنامه‌نویسی پویا نیز استفاده می‌شود، همچنین مهارت در نوشتن کدهای پسگرد (backtrack) بسیار تأثیرگذار و کاربردی است.

### دوره تابستانی
افرادی که در مرحلهٔ سوم برگزیده می‌شوند تابستان تحت آموزش قرار می‌گیرند و در نهایت به دانش پژوهان مدال‌های برنز، نقره و طلا به صورت زیر داده می‌شود:
- به ۸ نفر اول دوره تابستان مدال طلا اهدا خواهد شد.
- به نفرات ۹ تا ۲۴ دوره تابستان مدال نقره اهدا خواهد شد
- به دیگر دانش‌پژوهان مدال برنز اهدا خواهد شد.[۴]

دارندگان نشان طلا به دورهٔ یک‌سالهٔ آمادگی تیم جهانی دعوت می‌شوند و از میان آنان، ۴ نفر به عنوان نماینده ایران در المپیاد جهانی انتخاب می‌گردند.

## حضور ایران در المپیاد جهانی کامپیوتر
ایران تاکنون ۳۲ مرتبه در این مسابقات شرکت داشته و در مجموع موفق به کسب ۳۳ مدال طلا، ۶۹ مدال نقره و ۲۵ مدال برنز شده‌است. بهترین نتیجهٔ ایران تا کنون مربوط به سال ۲۰۲۰ می‌باشد که بدین شرح می‌باشد: 
در رده‌بندی مسابقات تیم ایران رتبه چهارم جهانی را به دست آورد.
بر اساس این گزارش تیم‌های چین، آمریکا و کره جنوبی به ترتیب اول تا سوم شدند.

رده‌بندی فوق بر اساس امتیاز بوده و از نظر مدال تیم جمهوری اسلامی ایران به همراه روسیه و آمریکا در رتبه دوم جای داشته و چین در مقام اول قرار دارد.
| سال  | میزبان              | نام                       | مدال            |
| ---- | ------------------- | ------------------------- | --------------- |
| ۲۰۲۵ | بولیوی، سوکره       | امیرعلی عسگری             | طلا             |
| ۲۰۲۵ | بولیوی، سوکره       | مانی زارع                 | نقره            |
| ۲۰۲۵ | بولیوی، سوکره       | حامد غفاری‌اقدس            | نقره            |
| ۲۰۲۵ | بولیوی، سوکره       | کیارش رضایی               | برنز            |
| ۲۰۲۴ | مصر، اسکندریه       | امیرعلی عسگری             | طلا             |
| ۲۰۲۴ | مصر، اسکندریه       | امیرحسین فرخنده‌فر         | نقره            |
| ۲۰۲۴ | مصر، اسکندریه       | امیررضا درستی             | نقره            |
| ۲۰۲۴ | مصر، اسکندریه       | پارسا فرج‌پورسرابی         | برنز            |
| ۲۰۲۳ | مجارستان، سگد       | پارسا پردلی بهروز         | طلا             |
| ۲۰۲۳ | مجارستان، سگد       | سهیل محمدخانی             | نقره            |
| ۲۰۲۳ | مجارستان، سگد       | فاطمه طامهری              | نقره            |
| ۲۰۲۳ | مجارستان، سگد       | امیرحسین وحیدی‌تبار        | نقره            |
| ۲۰۲۲ | اندونزی، یوگیاکارتا | کوشا موسوی                | طلا             |
| ۲۰۲۲ | اندونزی، یوگیاکارتا | علیرضا کاویانی            | طلا             |
| ۲۰۲۲ | اندونزی، یوگیاکارتا | علیرضا صمیمی              | نقره            |
| ۲۰۲۲ | اندونزی، یوگیاکارتا | آریا همتی                 | دیپلم افتخار    |
| ۲۰۲۱ | سنگاپور (آنلاین)    | علیرضا کشاورز هدایتی      | طلا             |
| ۲۰۲۱ | سنگاپور (آنلاین)    | علیرضا کاویانی            | نقره            |
| ۲۰۲۱ | سنگاپور (آنلاین)    | علی صفری                  | نقره            |
| ۲۰۲۱ | سنگاپور (آنلاین)    | علی شاه‌علی                | نقره            |
| ۲۰۲۰ | سنگاپور (آنلاین)    | شایان پردیس               | طلا             |
| ۲۰۲۰ | سنگاپور (آنلاین)    | کسری مظاهری               | طلا             |
| ۲۰۲۰ | سنگاپور (آنلاین)    | علی صفری                  | طلا             |
| ۲۰۲۰ | سنگاپور (آنلاین)    | ابوالفضل سلطانی           | نقره            |
| ۲۰۱۹ | آذربایجان، باکو     | مهدی جعفری راویز          | طلا             |
| ۲۰۱۹ | آذربایجان، باکو     | ارشیا سلطانی مؤخر         | نقره            |
| ۲۰۱۹ | آذربایجان، باکو     | سید مهرشاد میرمحمدی       | نقره            |
| ۲۰۱۹ | آذربایجان، باکو     | کسرا مظاهری               | نقره            |
| ۲۰۱۸ | ژاپن، تسوکوبا       | محمد مهدوی                | طلا             |
| ۲۰۱۸ | ژاپن، تسوکوبا       | کیوان رضایی               | نقره            |
| ۲۰۱۸ | ژاپن، تسوکوبا       | مهرداد صابری کمرپشتی      | نقره            |
| ۲۰۱۸ | ژاپن، تسوکوبا       | سیدمهدی صادق‌شبیری         | برنز            |
| ۲۰۱۷ | ایران، تهران        | سید محمدحسین نعمت‌الهی     | طلا             |
| ۲۰۱۷ | ایران، تهران        | آرش محمودیان بیدگلی       | نقره            |
| ۲۰۱۷ | ایران، تهران        | محمد صانعیان              | نقره            |
| ۲۰۱۷ | ایران، تهران        | حمیدرضا هدایتی            | نقره            |
| ۲۰۱۷ | ایران، تهران        | سید پارسا نبوی زاده       | نقره*           |
| ۲۰۱۷ | ایران، تهران        | امیر آذرمهر               | نقره*           |
| ۲۰۱۷ | ایران، تهران        | ایمان غلامی               | نقره*           |
| ۲۰۱۷ | ایران، تهران        | علی شفیعی                 | نقره*           |
| ۲۰۱۶ | روسیه، قازان        | علی بهجتی                 | طلا             |
| ۲۰۱۶ | روسیه، قازان        | آرش محمودیان بیدگلی       | طلا             |
| ۲۰۱۶ | روسیه، قازان        | امیرمحمد دهقان            | نقره            |
| ۲۰۱۶ | روسیه، قازان        | سید پارسا میرطاهری        | نقره            |
| ۲۰۱۵ | قزاقستان، آلماتی    | علی حقانی                 | طلا             |
| ۲۰۱۵ | قزاقستان، آلماتی    | علی بهجتی                 | طلا             |
| ۲۰۱۵ | قزاقستان، آلماتی    | امیرکیوان محتشمی          | نقره            |
| ۲۰۱۵ | قزاقستان، آلماتی    | پیمان جبارزاده گنجه       | برنز            |
| ۲۰۱۴ | تایوان، تایپه       | محمدامین خشخاشی‌مقدم       | طلا             |
| ۲۰۱۴ | تایوان، تایپه       | امیرمحسن آهنچی‌مرکز        | طلا             |
| ۲۰۱۴ | تایوان، تایپه       | مجتبی فیاض‌بخش             | نقره            |
| ۲۰۱۴ | تایوان، تایپه       | ایلیاد رمضانی             | نقره            |
| ۲۰۱۳ | استرالیا، بریزبن    | سید حامد ولیزاده‌طوسی      | طلا             |
| ۲۰۱۳ | استرالیا، بریزبن    | دانیال مهرجردی            | نقره            |
| ۲۰۱۳ | استرالیا، بریزبن    | کیوان علیزاده             | نقره            |
| ۲۰۱۳ | استرالیا، بریزبن    | فرزاد عبدالحسینی          | برنز            |
| ۲۰۱۲ | ایتالیا، سیرمیونه   | سعید ایلچی‌غزن             | طلا             |
| ۲۰۱۲ | ایتالیا، سیرمیونه   | سید حامد ولیزاده‌طوسی      | طلا             |
| ۲۰۱۲ | ایتالیا، سیرمیونه   | علیرضا فرهادی             | نقره            |
| ۲۰۱۲ | ایتالیا، سیرمیونه   | محمدرضا ملکی قهفرخی       | نقره            |
| ۲۰۱۱ | تایلند، پاتایا      | سید مهران خلدی            | نقره            |
| ۲۰۱۱ | تایلند، پاتایا      | سجاد جلالی ندوشانی        | نقره            |
| ۲۰۱۱ | تایلند، پاتایا      | کسری عدالت‌نژاد خامنه      | نقره            |
| ۲۰۱۱ | تایلند، پاتایا      | محمدرضا کسنوی یزدی        | برنز            |
| ۲۰۱۰ | کانادا، واترلو      | علی بابایی چشمه احمدرضایی | طلا             |
| ۲۰۱۰ | کانادا، واترلو      | مهرداد طهماسبی            | نقره            |
| ۲۰۱۰ | کانادا، واترلو      | سید مهران خلدی            | نقره            |
| ۲۰۱۰ | کانادا، واترلو      | بهروز ربیعی               | برنز            |
| ۲۰۰۹ | بلغارستان، پلوودیو  | علی بابایی چشمه احمدرضایی | طلا             |
| ۲۰۰۹ | بلغارستان، پلوودیو  | سهیل احسانی بنافتی        | نقره            |
| ۲۰۰۹ | بلغارستان، پلوودیو  | فرشته خانی                | نقره            |
| ۲۰۰۹ | بلغارستان، پلوودیو  | پویا وحیدی فردوسی         | نقره            |
| ۲۰۰۸ | مصر، قاهره          | سعیدرضا صدیقین            | عدم دریافت ویزا |
| ۲۰۰۸ | مصر، قاهره          | سهیل احسانی بنافتی        | عدم دریافت ویزا |
| ۲۰۰۸ | مصر، قاهره          | پویا وحیدی                | عدم دریافت ویزا |
| ۲۰۰۸ | مصر، قاهره          | ملیکا ابوالحسنی           | عدم دریافت ویزا |
| ۲۰۰۷ | کرواسی، زاگرب       | سپیده مهابادی             | طلا             |
| ۲۰۰۷ | کرواسی، زاگرب       | سعیدرضا صدیقین            | نقره            |
| ۲۰۰۷ | کرواسی، زاگرب       | سینا صادقیان صادق‌آباد     | نقره            |
| ۲۰۰۷ | کرواسی، زاگرب       | حسام اخلاق‌پور             | نقره            |
| ۲۰۰۶ | مکزیک، مریدا        | وحید لیاقت                | طلا             |
| ۲۰۰۶ | مکزیک، مریدا        | نیما احمدی‌پور اناری       | نقره            |
| ۲۰۰۶ | مکزیک، مریدا        | شایان احسانی              | نقره            |
| ۲۰۰۶ | مکزیک، مریدا        | حسام اخلاق‌پور             | برنز            |
| ۲۰۰۵ | لهستان، نووی سونتس  | مهدی صفرنژاد بروجنی       | نقره            |
| ۲۰۰۵ | لهستان، نووی سونتس  | محمد مهینی                | نقره            |
| ۲۰۰۵ | لهستان، نووی سونتس  | علی ملک‌زاده               | برنز            |
| ۲۰۰۵ | لهستان، نووی سونتس  | محمدامین صادقی            | برنز            |

- مدال‌های تیم دوم ایران که در سال ۲۰۱۷ با توجه به امتیاز میزبانی در مسابقات شرکت کردند غیررسمی است.